# Schalotte
Schalotte, auch Edelzwiebel, Askalonzwiebel, Eschalotte, Aschlauch oder Eschlauch, ist die Sammelbezeichnung für eine Gruppe von Kulturpflanzen aus der Gattung Lauch (Allium), die der Küchenzwiebel (Allium cepa) nahestehen und ähnlich dieser als Speise- und Würzgemüse genutzt werden.
Schalotten sind nicht zu verwechseln mit Schlotten.

## Begriffsbestimmung und Systematik
Schalotten wurden lange Zeit als eigenständige Pflanzenart mit dem wissenschaftlichen Namen Allium ascalonicum angesehen. Derzeit werden sie nur noch als Teil der Art der Küchenzwiebel (Allium cepa) geführt, je nach Autor entweder als Varietät (Allium cepa var. aggregatum) oder als „Allium cepa Aggregatum Group“. Die unter dem deutschsprachigen Namen „Graue Schalotte“ bekannte Form gehört dagegen zur Art Allium oschaninii. Allen gemeinsam ist die Eigenschaft, regelmäßig eine Anzahl von Tochterzwiebeln zu entwickeln. Dadurch unterscheiden sie sich von den „gewöhnlichen“ Küchenzwiebeln, die nur eine einfache Zwiebel ausbilden. Verwirrenderweise gibt es auch eine Sorte der Küchenzwiebel, die Échalion, die einer Schalotte sehr ähnlich sieht (längliche Zwiebel und rosa Farbe) und sich auch Eschalotte nennt.

## Beschreibung

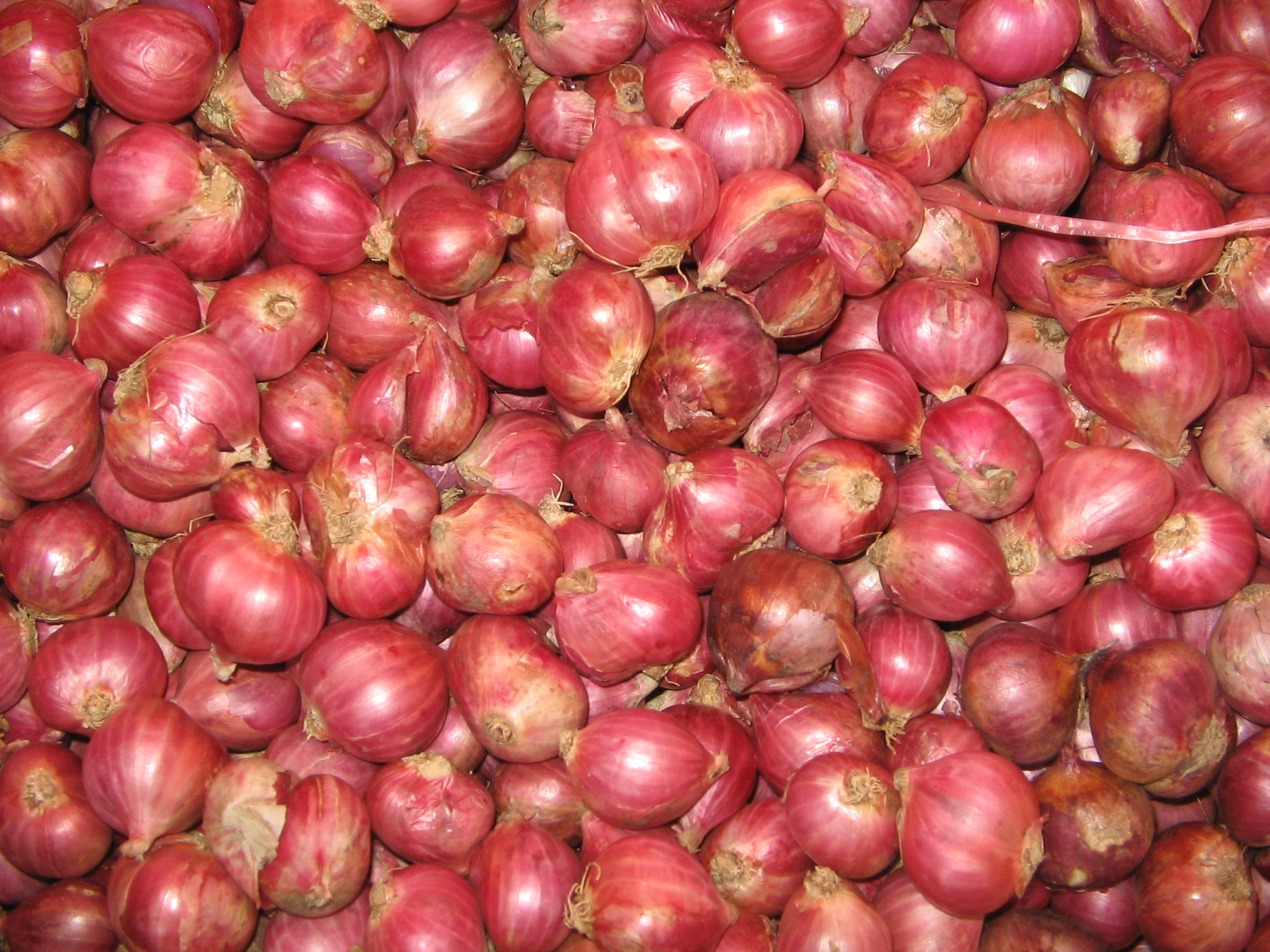
Schalotte

Im Habitus ähneln Schalotten den Küchenzwiebeln. Zwischen den röhrigen Blättern erscheinen blattlose, ebenfalls röhrige Blütenstandsschäfte mit kugeligen Blütenständen, zuweilen mit Brutzwiebeln. Es sind ausdauernde, mit einer Frostverträglichkeit bis −8 °C einigermaßen winterharte Pflanzen. Die Vermehrung erfolgt überwiegend vegetativ durch das Vereinzeln von Tochterzwiebeln, da der Samen oft nicht ausreift. Das Bulbenwachstum wird durch lange Tage (Langtag) und hohe, sommerliche Temperaturen beschleunigt. Es werden im folgenden drei Typen unterschieden:
- Schalotte von Jersey: Bulbe mehr oder weniger länglich, kupfern bis rosa gefärbt, der am meisten kultivierte Typ
- Gelbe Schalotte oder Schalotte von Holland: Bulbe relativ rund und sehr kurz, dem Aussehen nach der Zwiebel (Allium cepa) sehr ähnlich
- Graue Schalotte: Bulbe etwas grau, klein, länglich mit starkem Aroma

## Herkunft, Geschichte und Bedeutung
Als ursprüngliches Herkunftsgebiet der zur Art Allium cepa (Küchenzwiebel) gehörenden Schalotten kann nur ungefähr „Mittelasien“ angegeben werden, da wildlebende Vorfahren und damit der mögliche Ort der Domestikation bisher nicht identifiziert wurden. Das natürliche Verbreitungsgebiet von Allium oschaninii, der Stammart der Grauen Schalotte, liegt in Usbekistan, Tadschikistan, Kirgisistan und Afghanistan. Der Schalottenanbau ist in Europa vor allem in Deutschland, Frankreich, Ungarn oder Spanien verbreitet. Weltmarktführer ist Mexiko. Seit 1998 ist von den Züchtern Groot en Slot und Bejo-Zaden auch Saatgut von "Schalotten" verfügbar, den Säschalotten. Dabei handelt es sich aber genau genommen um eine Kreuzung zwischen Speisezwiebel und Schalotte, die durch weitere Selektion leichter über Samen zu vermehren ist und die positiven Eigenschaften in Geschmack und für Saatgutvermehrung vereinen soll. Die Eintragung der ersten Sorten dieser Kreuzung – 'Ambition' und 'Matador' – als Allium ascalonicum in die Europäische Sortenliste wurde abgelehnt. Andererseits haben sich die Franzosen sehr für einen Vermarktungsschutz der originalen gepflanzten Schalotten eingesetzt, werden jedoch damit wohl scheitern. In Sachsen-Anhalt (deutsches Hauptanbaugebiet) bspw. wurden auf 5 ha Fläche 100 t angebaut.

## Etymologie
Sowohl das ehemalige wissenschaftliche Artepitheton als auch die Trivialnamen in verschiedenen Sprachen leiten sich vom Mittelmeerhafen Askalon her. Sie stützen sich teils auf die tradierte Annahme, dass die Schalotten von dort aus mit den Kreuzfahrern nach Europa kamen, teils auf Erwähnungen von „ascalonion“ bzw. „ascalonia“ genannten Zwiebeln bei antiken griechischen Autoren, wobei jedoch nicht sicher ist, ob damit eine der heute „Schalotte“ genannten Formen gemeint war.
Trivialnamen
Weitere zum Teil auch nur regional gebräuchliche Bezeichnungen für die Schalotte sind oder waren: Abschlag, Abslag (mittelhochdeutsch), Allok (mittelhochdeutsch), Allouk (mittelhochdeutsch), Aloich (mittelhochdeutsch), Alslauch, Alswort (mittelniederdeutsch), Anslok (mittelniederdeutsch), Aschalouch, Aschlouch, Aschlauch, Aschloch (althochdeutsch), Ascloeck (althochdeutsch), Asclouch (althochdeutsch), Astlauch, Astloc (mittelhochdeutsch), Charlotten, Eschleng (Siebenbürgen), Eschlauch, Eschleuchel, Ezschelouch (mittelhochdeutsch), Hollouch (mittelhochdeutsch), Keuschlauch, Leuschel (Elsass), Prystlauch, Schalomes (Holland), Schlotten (Hessen, Henneberg), Zibelschalotten (Wetterau), Zwibelschlotten und Zwibelschnittlein.

## Kultur

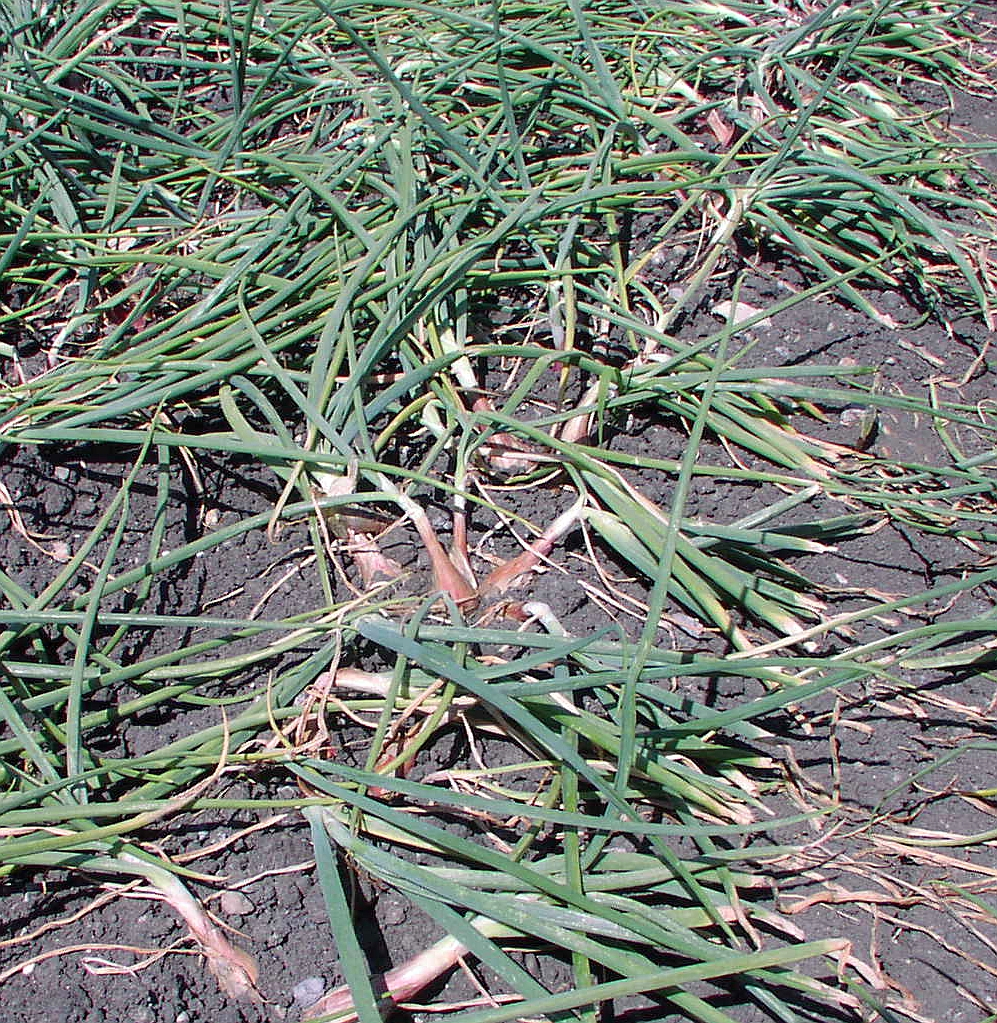
Schalotte im Anbau.

Für den Anbau von Schalotten wird sandiger Boden in geschützter, warmer Lage bevorzugt, sie wächst aber auch auf jedem anderen Boden. Gut ist es, wenn sie erst ein Jahr nach einer organischen Düngung als Kultur folgen. Da im mitteleuropäischen Klimaten die Schalotte nicht blüht, werden zur Kultur überwiegend im Frühjahr (März) Bulben (Steckzwiebel) gesteckt. Diese sollten gut ausgebildet und nicht zu klein sein, da nur solche Bulben eine gute Ernte erwarten lassen. Unter günstigen klimatischen Bedingungen ist auch ein Stecken der Bulben im Herbst möglich. Bei dieser werden diese gegebenenfalls im Winter mit einer leichten Bedeckung aus verrottetem Mist geschützt. Zur Pflanzung benötigt man 25 bis 40 kg/Ar, wobei 1 kg Bulben ca. 35 bis 40 Bulben des Kalibers 25–30 mm enthält. Die Steckzwiebeln werden in der Reihe so gesetzt, dass 5–6 Bulben je Meter stehen. Dabei sollten die Reihen einen Abstand von ca. 30 cm zueinander haben. Der Ertrag kommt auf ca. 25 t/ha.

## Krankheiten und Schädlinge
Pilzbefall erfolgt hauptsächlich durch Grauschimmel (Botrytis cinerea), Falschen Mehltau und Echten Mehltau. Primärer tierischer Schädling sind Thripse. Auch Stängelälchen (Nematoden) kommen vor, wenn immer wieder auf gleicher Fläche angebaut wird.

## Inhaltsstoffe
Schalotten bestehen zu rund 80 % aus Wasser. Der nahrhafte Anteil besteht größtenteils aus Kohlenhydraten (16,8 g) und Proteinen (2,5 g). Sie enthalten v. a. Provitamin A, einige B-Vitamine sowie Vitamin C.
| 100 g Schalotten enthalten durchschnittlich: |        |       |               |          |        |         |           |            |            |           |
| Energie                                      | Wasser | Fett  | Kohlenhydrate | Proteine | Kalium | Calcium | Magnesium | Vitamin B6 | Vitamin B9 | Vitamin C |
| 301 kJ (72 kcal)                             | 79,8 g | 0,1 g | 16,8 g        | 2,5 g    | 334 mg | 37 mg   | 21 mg     | 0,345 mg   | 0,034 mg   | 8 mg      |

## Verwendung
Schalotten haben ein sachteres, weniger scharfes, eher süßliches und würzigeres Aroma als die meisten Speisezwiebelsorten. Zum scharfen Anbraten eignen sie sich nur bedingt, weil sie dadurch bitter und schal werden. Am besten werden sie roh verarbeitet, wodurch ihr eigentümliches Aroma am besten zur Geltung kommt. Auch die jüngeren Blätter lassen sich verwenden wie Bundzwiebeln oder Schnittlauch. Dabei kommen sie für Salate, für Essigmarinaden und an Fleisch zur Anwendung. Um sie ein Jahr lang zu erhalten, dörrt man sie über dem Ofen. In gesteuertem Lagerklima bei ca. 0 bis 1 °C und einer Luftfeuchte von ca. 75 % können sie auch ein Jahr lang gelagert werden. Voraussetzung ist einwandfreie Qualität.
Eine sachgemäße Aufbewahrung eines „Handvorrats“ kann in einem in der Nähe des Küchenarbeitsbereiches platzierten Zwiebeltopf erfolgen.

## Heilwirkung
Ein hoher Verzehr von Allium-Arten ist mit einem reduzierten Risiko für Magenkrebs assoziiert; ein Kausalnachweis liegt dafür aber nicht vor. Eine weitere in-vitro nachweisbare Wirkung ist die Entzündungshemmung durch die vorkommenden Sulfide, scharf schmeckende und schwefelhaltige Stoffe; ein Nachweis der klinischen Wirksamkeit fehlt auch hier.

## Der Eschlauch,Allium ascalonicumStrand 1756
Auf den Weinbergen um Stuttgart wächst eine Pflanzenart, die ebenfalls als Eschlauch (Allium ascalonicum Strand 1756) bezeichnet wird, der Schalotte aber weder physiognomisch noch geschmacklich entspricht. Sie ist als regionale Spezialität auch unter der Bezeichnung Röhrle oder Wengertergrüa bekannt.